# ランス (槍)

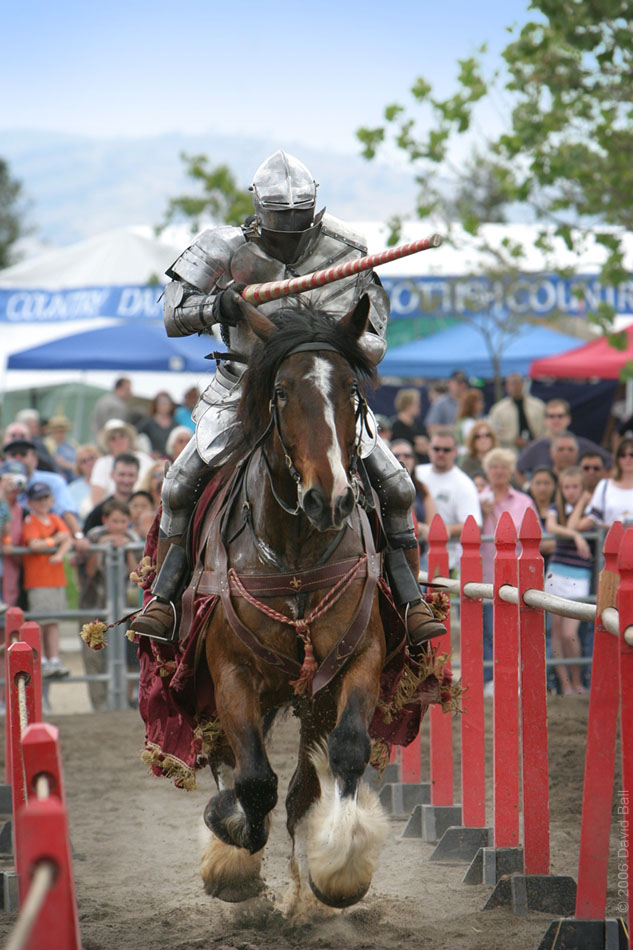
馬上槍試合でのランスチャージ

ランス（英: lance）は、中世から近代まで主にヨーロッパの騎兵に用いられた槍の一種。語源はラテン語で槍を意味するランケア（羅: lancea）。日本語では、「騎槍」と訳される。
戦場だけでなく馬上槍試合でも用いられた。ランスは兜、鎧、剣、メイス、盾と並ぶ、騎士を象徴する装備の一つであり、ファンタジーRPGなどでは、細長い円錐の形にヴァンプレイトと呼ばれる大きな笠状の鍔がついたものがよく描かれているが、必ずしも全てのランスがその形状をしているわけではない。後述の文については主に狭義の意味でのランスについて説明する。

## ランスによる戦闘方法

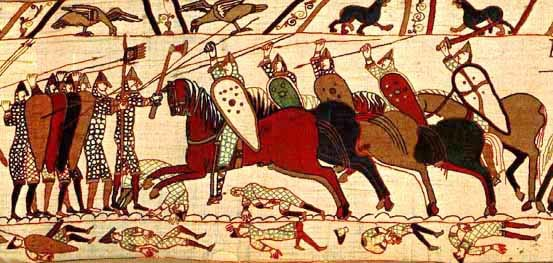
ヘイスティングズの戦いにおけるランスチャージを描いた画

ランスと他の槍との最大の違いは、基本的に刃物がついておらず、棒の先が尖っているか、前述したように円錐型をし、敵対者を突き刺して攻撃するのが最も効果的な武器である点である（この先端の形状は国によって異なる）。また、長さも特徴の一つで 一般的な片手武器の中でずば抜けて長く、4～5メートルを超えるものもあり（一般的なランスは扱い易くするため2m前後だが、それでも片手武器で一番長い）、接近戦闘用の武具である。鍔が付いているものが多く（付いていないものにも鍔の代わりに溝をつけるなどした）、柄を含み、全体が頑丈な鉄で形作られている場合が多く、人間が扱うため、太くても腕より細く作られる。槍が長くなったのは騎兵が苦手とする槍衾をはる槍兵の槍に対抗するためであるが、敵の槍兵もこれに対抗するためにパイクのようなより長い槍を使用したので結果としてここまで長大になった。
携帯する場合は馬具に付けられた専用のホルスターに先端を天に向けた状態で刺しこみ、その先端には旗が付けられている場合もある。
振り回すのに適していない形状のものもあるため 馬に乗った状態ですれ違いざまに突き刺す攻撃が基本となる。馬の走力が乗れば、先端が尖っているため強固な鎧を貫通させることも不可能ではなく、重装備の相手に効果的である。一方でその長さと重さは 乱戦ではあまり有効とは言いがたく、別途に刀剣やその他の武器も携帯するのが一般的である。広義の意味でのランスは比較的短く刃も付いていたためある程度の白兵戦は出来たが、それでも通常の槍ほど短くはなく、突撃の威力を増しその衝撃に耐えるために重く丈夫に作られていたので乱戦では役に立たないことに変わりなかった。鎧のなかには、騎兵が突撃する際にランスをそこへ乗せるための引っ掛けるパーツがあり、この部分を「ランスレスト」（Lance Rest）という。
一見すると西洋剣術など、難しい小手先の技を求められる武器よりも扱いが安易に感じられるが、刀剣よりもはるかに重く、揺れる馬上から正確に狙いを定めて突き刺し、その衝撃にも耐えなくてはならないため（ランスは手から離して使う武器ではない）、それなりの熟練と体力を要する武器である。

## 競技用のランス
馬上槍試合（トーナメント）用のランスは、相手に当たった衝撃で折れるように作られており、さらに突き刺さりにくいような工夫もされている。また、「コロネル」と呼ばれる先端が三叉に分かれた王冠状の穂先なども用いられる場合もある。

## ドン・キホーテの槍

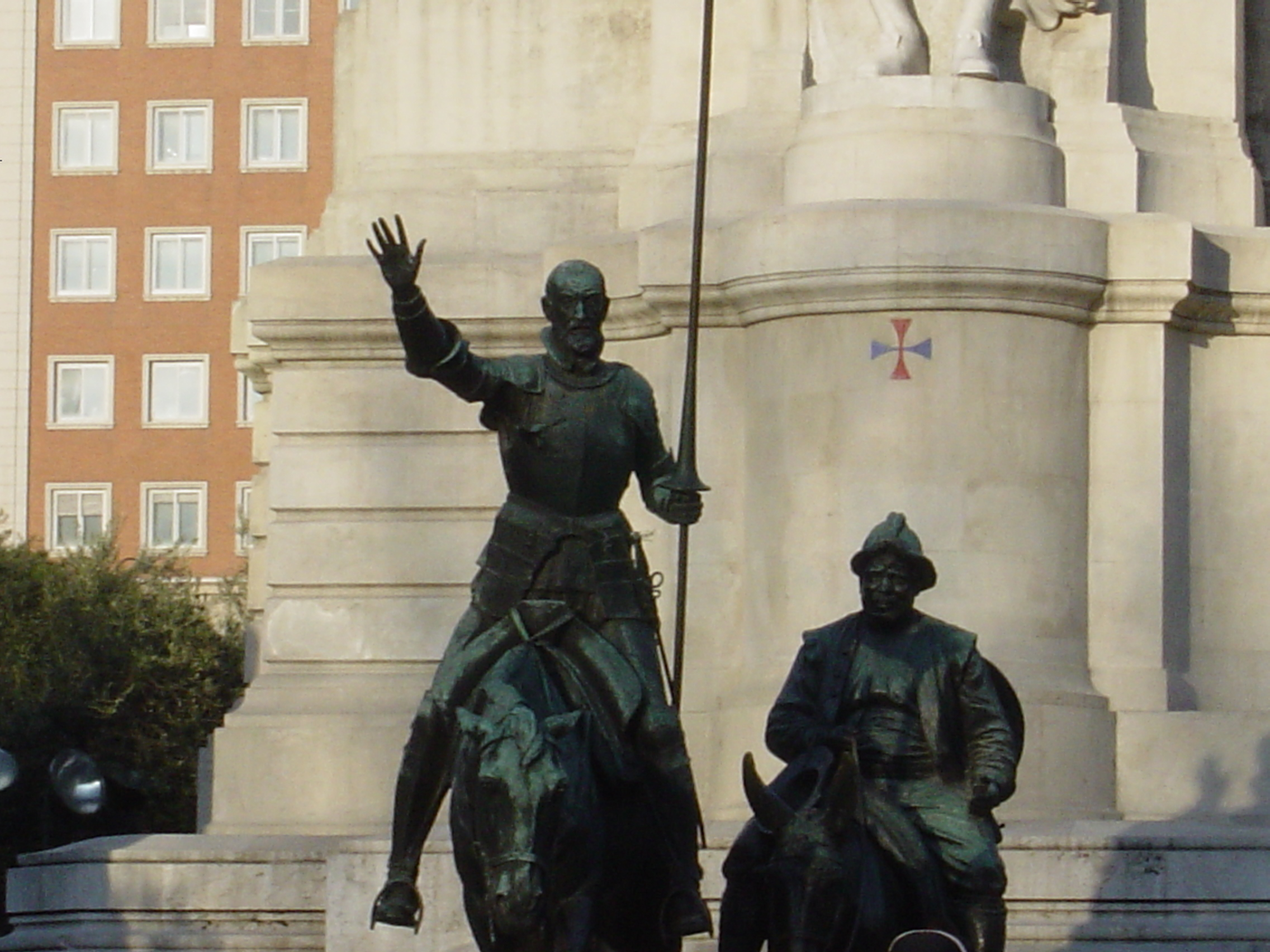
ランスを持ったドン・キホーテの像（マドリッド、スペイン広場にて）

スペインの作家が書いた小説『ドン・キホーテ』には、現実と劇中劇の区別が付かなくなった主人公が「槍」を持って風車に突撃する有名なシーンがある。原文ではその突撃に使った武器に関して「Lance」と記述されており、映画や演劇などで使われる小道具も、ランスの形状をしたものが使われる場合が多い。